# Ron Plumb
Pour les articles homonymes, voir Plumb.
Ronald William Plumb, dit Ron Plumb, (né le 17 juillet 1950 à Kingston, dans la province de l'Ontario au Canada) est un joueur canadien de hockey sur glace professionnel à la retraite qui évoluait en position de défenseur. Il est le frère aîné de Rob Plumb qui a également été un joueur de hockey sur glace professionnel.

## Carrière en club
Ron Plumb débute au hockey junior en 1967 avec les Petes de Peterborough de l'Association de hockey de l'Ontario (AHO). En 1970, il reçoit le trophée Max-Kaminsky du meilleur défenseur et est nommé dans la première équipe d'étoiles de l'AHO. Cette même année, tout comme son coéquipier aux Petes Rick MacLeish, il est choisi par les Bruins de Boston en première ronde du repêchage amateur de la Ligue nationale de hockey (LNH). Il est ensuite assigné à l'une des équipes affiliées aux Bruins, les Blazers d'Oklahoma City de la Ligue centrale de hockey, avec lesquels il joue deux saisons.
En 1972, une nouvelle ligue majeure, l'Association mondiale de hockey (AMH), voit le jour. Le 12 février, lors du repêchage général qui détermine les droits des joueurs de chaque franchise, Plumb est sélectionné par les Screaming Eagles de Miami. N'ayant pas d'oportunité en LNH, il décide de joindre sa franchise attitrée en AMH pour le débuts de la saison inaugurale. Entre-temps, faute de moyens financiers suffisants et d'une aréna adéquate, les Screaming Eagles sont relocalisés à Philadelphie et deviennent les Blazers. Par la suite, il porte les couleurs des Blazers de Vancouver (1973-1974), des Mariners de San Diego (1974-1975), des Stingers de Cincinnati (1975-1977) et des Whalers de la Nouvelle-Angleterre (1977-1979). En 1977, alors qu'il joue pour les Stingers, il reçoit le trophée Dennis-A.-Murphy du meilleur défenseur. Au total, il joue 549 match lors des sept saisons de l'AMH, soit le deuxième plus haut total de l'histoire du circuit, et seulement deux de moins que le meneur, André Lacroix.
En 1979, l'AMH cesse ses activités et quatre de ses équipes, dont les Whalers sont intégrées dans la LNH. Plumb ne joue que vingt-six parties passant l'essentiel de la saison ainsi que la totalité des deux qui suivent avec les Indians de Springfield de la Ligue américaine de hockey.
En 1982, il part jouer en Allemagne avant d'être recruté à titre d'entraîneur-joueur par les Fife Flyers de la British Hockey League. En 1986, il met un terme à sa carrière.

## Statistiques
| Saison     | Équipe                            | Ligue        |     | Saison régulière | Saison régulière | Saison régulière | Saison régulière | Saison régulière |   | Séries éliminatoires | Séries éliminatoires | Séries éliminatoires | Séries éliminatoires | Séries éliminatoires |
| Saison     | Équipe                            | Ligue        | PJ  | B                | A                | Pts              | Pun              | PJ               | B | A                    | Pts                  | Pun                  |                      |                      |
| 1967-1968  | Petes de Peterborough             | AHO-Jr       | 47  | 3                | 19               | 22               | 38               | 5                | 0 | 2                    | 2                    | 7                    |                      |                      |
| 1968-1969  | Petes de Peterborough             | AHO-Jr       | 53  | 4                | 10               | 14               | 57               | 10               | 2 | 1                    | 3                    | 19                   |                      |                      |
| 1969-1970  | Petes de Peterborough             | AHO-Jr       | 54  | 16               | 29               | 45               | 77               | 6                | 2 | 3                    | 5                    | 19                   |                      |                      |
| 1970-1971  | Blazers d'Oklahoma City           | LCH          | 72  | 3                | 19               | 22               | 73               | 5                | 0 | 0                    | 0                    | 12                   |                      |                      |
| 1971-1972  | Blazers d'Oklahoma City           | LCH          | 72  | 10               | 42               | 52               | 90               | 6                | 1 | 2                    | 3                    | 8                    |                      |                      |
| 1972-1973  | Blazers de Philadelphie           | AMH          | 78  | 10               | 41               | 51               | 66               | 4                | 0 | 2                    | 2                    | 13                   |                      |                      |
| 1973-1974  | Blazers de Vancouver              | AMH          | 75  | 6                | 32               | 38               | 40               |                  |   |                      |                      |                      |                      |                      |
| 1974-1975  | Mariners de San Diego             | AMH          | 78  | 10               | 38               | 48               | 56               | 10               | 2 | 3                    | 5                    | 19                   |                      |                      |
| 1975-1976  | Stingers de Cincinnati            | AMH          | 80  | 10               | 36               | 46               | 31               |                  |   |                      |                      |                      |                      |                      |
| 1976-1977  | Stingers de Cincinnati            | AMH          | 79  | 11               | 58               | 69               | 52               | 4                | 1 | 2                    | 3                    | 0                    |                      |                      |
| 1977-1978  | Stingers de Cincinnati            | AMH          | 54  | 13               | 34               | 47               | 45               |                  |   |                      |                      |                      |                      |                      |
| 1977-1978  | Whalers de la Nouvelle-Angleterre | AMH          | 27  | 1                | 9                | 10               | 18               | 14               | 1 | 5                    | 6                    | 16                   |                      |                      |
| 1978-1979  | Whalers de la Nouvelle-Angleterre | AMH          | 78  | 4                | 16               | 20               | 33               | 9                | 1 | 3                    | 4                    | 0                    |                      |                      |
| 1979-1980  | Whalers de Hartford               | LNH          | 26  | 3                | 4                | 7                | 14               |                  |   |                      |                      |                      |                      |                      |
| 1979-1980  | Indians de Springfield            | LAH          | 52  | 2                | 20               | 22               | 42               |                  |   |                      |                      |                      |                      |                      |
| 1980-1981  | Indians de Springfield            | LAH          | 79  | 11               | 51               | 62               | 150              | 7                | 3 | 6                    | 9                    | 8                    |                      |                      |
| 1981-1982  | Indians de Springfield            | LAH          | 80  | 4                | 31               | 35               | 56               |                  |   |                      |                      |                      |                      |                      |
| 1982-1983  | ERC Freiburg                      | 2.Bundesliga | 36  | 14               | 38               | 52               | 72               |                  |   |                      |                      |                      |                      |                      |
| 1984-1985  | Fife Flyers                       | BHL          | 36  | 26               | 54               | 80               | 88               | 6                | 3 | 15                   | 18                   | 10                   |                      |                      |
| 1985-1986  | Fife Flyers                       | BHL          | 36  | 20               | 51               | 71               | 76               | 5                | 0 | 4                    | 4                    | 8                    |                      |                      |
| Totaux AMH | Totaux AMH                        | Totaux AMH   | 549 | 65               | 264              | 329              | 341              | 41               | 5 | 15                   | 20                   | 48                   |                      |                      |

| Saison    | Équipe      | Ligue |    | PJ | V  | D | N    | % V       |  | Classement |
| 1984-1985 | Fife Flyers | BHL   | 36 | 27 | 5  | 3 | 80,6 | Deuxième  |  |            |
| 1985-1986 | Fife Flyers | BHL   | 36 | 20 | 10 | 6 | 63,9 | Cinquième |  |            |

## Transactions en carrière
- Mai 1973 : transféré aux Blazers de Vancouver depuis les Blazers de Philadelphie à la suite de la relocalisation de la franchise.
- Août 1974 : échangé aux Stingers de Cincinnati par les Blazers en retour de futures considérations.
- Août 1974 : prêté aux Mariners de San Diego par les Stingers pour la saison 1974-1975.
- Février 1977 : échangé aux Whalers de la Nouvelle-Angleterre par les Stingers en retour de Greg Carroll.
- 9 juin 1979 : droits retenus par les Whalers avant le repêchage d'expansion 1979.

## Titres et honneurs personnels
- Association de hockey de l'Ontario - Junior
  - Récipiendaire du trophée Max-Kaminsky 1970
  - Nommé dans la première équipe d'étoiles 1970
- Ligue centrale de hockey
  - Nommé dans la première équipe d'étoiles 1972
- Association mondiale de hockey
  - Récipiendaire du trophée Dennis-A.-Murphy 1977
  - Nommé dans la première équipe d'étoiles 1977
- 2.Bundesliga
  - Champion de 2.Bundesliga avec l'ERC Freiburg
- British Hockey League
  - Meilleur entraîneur 1985
  - Nommé dans la première équipe d'étoiles 1985
- Kingston & District Sports Hall of Fame
  - Intronisé en 2008